# Acanthometropus pecatonica
Acanthometropus pecatonica é uma espécie extinta de insecto da família Siphlonuridae. É a única espécie do género Acanthometropus.
Foi endémica dos Estados Unidos da América.